# Переписна область №9 (Манітоба)
Переписна область №9 (англ. Division No.  9) — переписна область в Канаді, у провінції Манітоба.

## Населення
За даними перепису 2016 року, переписна область нараховувала 24391 жителя, показавши зростання на 3,8%, порівняно з 2011-м роком. Середня густина населення становила 8,2 осіб/км².
З офіційних мов обидвома одночасно володіли 1 895 жителів, тільки англійською — 21 795, тільки французькою — 20, а 140 — жодною з них. Усього 2,915 осіб вважали рідною мовою не одну з офіційних, з них 295 — одну з корінних мов, а 125 — українську.
Працездатне населення становило 63,7% усього населення, рівень безробіття — 6,9% (7,4% серед чоловіків та 6,3% серед жінок). 86,4% були найманими працівниками, 11,9% — самозайнятими.
Середній дохід на особу становив $39 722 (медіана $33 575), при цьому для чоловіків — $44 835, а для жінок $34 915 (медіани — $39 453 та $29 337 відповідно).
30,2% мешканців мали закінчену шкільну освіту, не мали закінченої шкільної освіти — 28,5%, 41,3% мали післяшкільну освіту, з яких 28,7% мали диплом бакалавра, або вищий, 35 осіб мали вчений ступінь.
| Статево-вікова структура населення | Статево-вікова структура населення | Статево-вікова структура населення | Статево-вікова структура населення | Статево-вікова структура населення |
| ---------------------------------- | ---------------------------------- | ---------------------------------- | ---------------------------------- | ---------------------------------- |
|                                    |                                    |                                    |                                    |                                    |
| Всього                             | Всього                             | 49,3%50,7%                         |                                    |                                    |
| 0 — 14 років                       | 0 — 14 років                       |                                    | 21,4%                              | 21,4%                              |
| 15 — 64 років                      | 15 — 64 років                      |                                    | 62,3%                              | 62,3%                              |
| 65 і більше                        | 65 і більше                        |                                    | 16,3%                              | 16,3%                              |
| 85 і більше                        | 85 і більше                        |                                    | 2,3%                               | 2,3%                               |
| 100 і більше                       | 100 і більше                       |                                    | 0%                                 | 0%                                 |
| Середній вік (років)               | Середній вік (років)               | 37,840,2                           | 39,0                               | 39,0                               |
| Медіана (років)                    | Медіана (років)                    | 36,740,1                           | 38,5                               | 38,5                               |
| — чоловіки — жінки                 |                                    |                                    |                                    |                                    |

| Походження мешканців:     | Походження мешканців:     | Походження мешканців: | Походження мешканців: | Походження мешканців: |
| ------------------------- | ------------------------- | --------------------- | --------------------- | --------------------- |
| Походження                |                           |                       | осіб                  | %                     |
| Корінні американці        | Корінні американці        |                       | 6 655                 | 29.74%                |
| Інше північноамериканське | Інше північноамериканське |                       | 5 760                 | 25.74%                |
| Європейське               | Європейське               |                       | 15 495                | 69.25%                |
| британське                | британське                |                       | 9 880                 | 44.16%                |
| французьке                | французьке                |                       | 3 330                 | 14.88%                |
| українське                | українське                |                       | 2 390                 | 10.68%                |
| Карибське                 | Карибське                 |                       | 120                   | 0.54%                 |
| Латинськоамериканське     | Латинськоамериканське     |                       | 195                   | 0.87%                 |
| Африканське               | Африканське               |                       | 125                   | 0.56%                 |
| Азійське                  | Азійське                  |                       | 730                   | 3.26%                 |
| Океанійське               | Океанійське               |                       | 10                    | 0.04%                 |

| Зайнятість населення за галузями (за класифікацією NOC): | Зайнятість населення за галузями (за класифікацією NOC): | Зайнятість населення за галузями (за класифікацією NOC): | Зайнятість населення за галузями (за класифікацією NOC): | Зайнятість населення за галузями (за класифікацією NOC): |
| -------------------------------------------------------- | -------------------------------------------------------- | -------------------------------------------------------- | -------------------------------------------------------- | -------------------------------------------------------- |
|                                                          |                                                          |                                                          |                                                          |                                                          |
| Управління                                               | Управління                                               |                                                          | 13%                                                      | 13%                                                      |
| Бізнес, фінанси та адміністрування                       | Бізнес, фінанси та адміністрування                       |                                                          | 12%                                                      | 12%                                                      |
| Природничі та прикладні науки                            | Природничі та прикладні науки                            |                                                          | 3,4%                                                     | 3,4%                                                     |
| Охорона здоров'я                                         | Охорона здоров'я                                         |                                                          | 9,8%                                                     | 9,8%                                                     |
| Освіта, правозахист, муніципальні та урядові служби      | Освіта, правозахист, муніципальні та урядові служби      |                                                          | 13,6%                                                    | 13,6%                                                    |
| Мистецтво, культура, відпочинок та спорт                 | Мистецтво, культура, відпочинок та спорт                 |                                                          | 1,4%                                                     | 1,4%                                                     |
| Роздрібна торгівля та послуги                            | Роздрібна торгівля та послуги                            |                                                          | 20%                                                      | 20%                                                      |
| Гуртова торгівля, транспорт та обладнання                | Гуртова торгівля, транспорт та обладнання                |                                                          | 18,1%                                                    | 18,1%                                                    |
| Природні ресурси, сільське господарство                  | Природні ресурси, сільське господарство                  |                                                          | 4,3%                                                     | 4,3%                                                     |
| Виробництво                                              | Виробництво                                              |                                                          | 4,4%                                                     | 4,4%                                                     |

## Населені пункти
До переписної області входять місто Портедж-ла-Прері, муніципалітети Ґрей, Портедж-ла-Прері, індіанські резервації Дакота-Плейнс 6A, Дакота-Тіпі 1, а також хутори, інші малі населені пункти та розосереджені поселення.

## Клімат
Середня річна температура становить 2,7°C, середня максимальна – 23,9°C, а середня мінімальна – -23,9°C. Середня річна кількість опадів – 491 мм.
| Клімат поселення                              | Клімат поселення | Клімат поселення | Клімат поселення | Клімат поселення | Клімат поселення | Клімат поселення | Клімат поселення | Клімат поселення | Клімат поселення | Клімат поселення | Клімат поселення | Клімат поселення | Клімат поселення |
| Показник                                      | Січ.             | Лют.             | Бер.             | Квіт.            | Трав.            | Черв.            | Лип.             | Серп.            | Вер.             | Жовт.            | Лист.            | Груд.            |                  |
| Середній максимум, °C                         | −11,43           | −7,77            | −0,65            | 9,50             | 17,72            | 23,46            | 23,88            | 22,80            | 17,33            | 10,26            | 0,10             | −9,5             |                  |
| Середня температура, °C                       | −17,67           | −14,01           | −6,89            | 3,27             | 11,48            | 17,20            | 19,50            | 18,41            | 12,95            | 5,88             | −4,3             | −13,9            |                  |
| Середній мінімум, °C                          | −23,92           | −20,26           | −13,13           | −2,96            | 5,23             | 10,98            | 15,12            | 14,02            | 8,59             | 1,49             | −8,69            | −18,23           |                  |
| Норма опадів, мм                              | 16               | 12               | 22               | 25               | 49               | 87               | 77               | 66               | 55               | 41               | 21               | 20               |                  |
| Середньомісячна швидкість вітру, м/с          | 4.27             | 4.20             | 4.30             | 4.50             | 4.50             | 4.00             | 3.50             | 3.70             | 4.10             | 4.50             | 4.40             | 4.30             |                  |
| Середньомісячна сонячна радіація, кДж/м²·день | 4223             | 7515             | 12511            | 17198            | 20056            | 21208            | 21732            | 18430            | 12761            | 7620             | 4270             | 3254             |                  |
| --------------------------------------------- | ---------------- | ---------------- | ---------------- | ---------------- | ---------------- | ---------------- | ---------------- | ---------------- | ---------------- | ---------------- | ---------------- | ---------------- | ---------------- |
| Джерело:                                      |                  |                  |                  |                  |                  |                  |                  |                  |                  |                  |                  |                  |                  |